# Pachydema emflusi
Pachydema emflusi är en skalbaggsart som beskrevs av Escalera 1914. Pachydema emflusi ingår i släktet Pachydema och familjen Melolonthidae. Inga underarter finns listade i Catalogue of Life.